# Lê Thị Ái Nam
Lê Thị Ái Nam (sinh năm 1963) là một chính khách Việt Nam. Bà nguyên là Phó Bí thư thường trực Tỉnh ủy Bạc Liêu nhiệm kỳ 2020-2025.

## Lý lịch và học vấn
Lê Thị Ái Nam sinh ngày 16 tháng 6 năm 1963, quê quán xã Long Điền Đông, huyện Đông Hải, tỉnh Bạc Liêu;
Ngày vào Đảng Cộng sản Việt Nam: 22/8/1987; Ngày chính thức: 22/8/1988
Trình độ giáo dục phổ thông: 12/12
Trình độ chuyên môn: Cử nhân Luật, Cử nhân Giáo dục Chính trị; Ngoại ngữ: Anh văn B

## Sự nghiệp
Năm 1982: Cán bộ Hội Chữ thập đỏ Thị xã Bạc Liêu;
Từ năm 1983 - 1989: Ủy viên thư ký Hội Chữ thập đỏ Thị xã Bạc Liêu;
Từ năm 1989 - 1990: Phó Chủ tịch Hội Chữ thập đỏ Thị xã Bạc Liêu;
Từ năm 1991 - 1996: Ủy viên Ban Chấp hành Tỉnh đoàn, Thị ủy viên, Bí thư Thị đoàn Thị xã Bạc Liêu;
Từ năm 1997 - 2000: Phó Bí thư Tỉnh đoàn, Chủ tịch Hội liên hiệp Thanh niên tỉnh Bạc Liêu;
Từ năm 2001 - 2005: Ủy viên Ban Chấp hành Trung ương Đoàn, Tỉnh ủy viên, Bí thư Tỉnh đoàn Bạc Liêu;
Từ tháng 12/2005 - 2007: Tỉnh ủy viên, Giám đốc Sở Văn hóa - Thông tin;
Từ năm 2008 - 2009: Tỉnh ủy viên, Giám đốc Sở Văn hóa, Thể thao và Du lịch;
Từ tháng 7/2010 - 4/2013: Tỉnh ủy viên, Phó Chủ tịch Ủy ban nhân dân tỉnh;
Từ tháng 5/2013 - 6/2015: Ủy viên Ban thường vụ Tỉnh ủy, Phó Chủ tịch Ủy ban nhân dân tỉnh;
Từ tháng 7/2015 - 11/2015: Phó Bí thư Tỉnh ủy, Phó Chủ tịch Ủy ban nhân dân tỉnh;
Ngày 30/10/2015, tại Đại hội Đại biểu Đảng bộ tỉnh Bạc Liêu lần thứ XV, bà tái cử Ban Chấp hành Đảng bộ tỉnh, được bầu vào Ban Thường vụ Tỉnh ủy và tiếp tục giữ chức vụ Phó Bí thư Tỉnh ủy nhiệm kỳ 2015 - 2020.
Ngày 11/12/2015, tại kỳ họp thứ 14, Hội đồng nhân dân tỉnh Bạc Liêu khóa VIII đã bầu Lê Thị Ái Nam giữ chức Chủ tịch Hội đồng nhân dân tỉnh Bạc Liêu nhiệm kỳ 2011 - 2016.
Ngày 17/6/2016, Hội đồng nhân dân tỉnh Bạc Liêu khóa IX, nhiệm kỳ 2016-2021 tổ chức kỳ họp thứ nhất bầu Lê Thị Ái Nam tái đắc cử Chủ tịch Hội đồng nhân dân tỉnh khóa IX.
Ngày 16/10/2020, tại Đại hội Đại biểu Đảng bộ tỉnh Bạc Liêu lần thứ XVI, bà tái cử Ban Chấp hành Đảng bộ tỉnh, được bầu vào Ban Thường vụ Tỉnh ủy và tiếp tục giữ chức vụ Phó Bí thư Tỉnh ủy nhiệm kỳ 2020 - 2025.